# Capitano (nautica)
Capitano (con le sue varie accezioni) è un titolo professionale marittimo posseduto, da quanti ne  ricevettero il rilascio, a norma dei contenuti del mutato art. 123 del Codice della navigazione italiano, sia quali ufficiali di coperta sia quali ufficiali di macchina. I titoli di Allievo Capitano di lungo corso, Aspirante Capitano di lungo corso, Capitano di lungo corso e Capitano Superiore di lungo corso, furono rilasciati a tutto l'anno 2008 a quanti avessero avuto diritto, avendo maturato i previsti requisiti entro il 31 dicembre 2007. È bene ricordare che in inglese, quando si parla di nautica o di aviazione civile, il termine "captain" acquisisce il significato semantologico di "comandante".
In molte marine sia mercantili che militari "capitano" è il titolo che contraddistingue l'ufficiale comandante della nave. In Italia, il titolo e l'appellativo di "capitano", soventemente utilizzati a sproposito nel mondo dell'informazione non specializzata, non deve essere confuso con il più alto grado e la più alta funzione di comandante.

## Grado militare
Capitano (in inglese captain) è il sostantivo più spesso dato, nelle marine di lingua inglese, all'ufficiale al comando delle navi più grandi. Il grado è equivalente al grado di colonnello delle forze di terra e aeree.
I gradi equivalenti in tutto il mondo sono: capitano di vascello (ad esempio Italia, Francia e paesi francofoni, Argentina, Spagna e paesi di lingua spagnola), capitano di mare e di guerra (ad esempio Brasile, Portogallo e paesi di lingua portoghese), capitano di mare (ad esempio Germania e Paesi Bassi) e "capitano di 1° rango" (Albania, Bulgaria, Russia e paesi ex sovietici).

### Italia
Nella Marina Militare Italiana il grado omologo è quello di capitano di vascello.

### Estonia
Nella Eesti merevägi il grado mereväe kapten è inferiore a kommodoor e superiore a kaptenleitnant.
| Codice NATO    | OF-6           | OF-5           | OF-4 |
| -------------- | -------------- | -------------- | ---- |
| Eesti merevägi |                |                |      |
| Kommodoor      | Mereväe kapten | Kaptenleitnant |      |

### Francia e paesi francofoni
Nella Marine nationale francese e nelle marine degli stati francofoni il grado è capitano di vascello (in francese capitaine de vaisseau). Nella Marina tunisina e nella Marina marocchina il grado è diviso in capitaine de vaisseau e capitaine de vaisseau major, omologo del commodoro della Royal Navy britannica.
Nella Royal Canadian Navy, dato che il Canada adotta il bilinguismo, la denominazione del grado è captain in inglese e capitaine de vaisseau in francese.

### Germania
Nella Deutsche Marine il grado più alto grado tra gli ufficiali superiori è quello di Kapitän zur See(abbreviato KapzS o KZS), letteralmente "capitano di mare". Esso è equivalente al colonnello (in tedesco Oberst) dell'Esercito e dell'Aeronautica delle forze armate tedesche.
Il grado è inferiore a Flottillenadmiral e superiore a Fregattenkapitän. Il Kapitän zur See al comando di uno stormo della Marineflieger, l'aviazione navale tedesca, ha la qualifica di Kommodore.
Il grado è equivalente al capitano di vascello della Marina Militare Italiana.

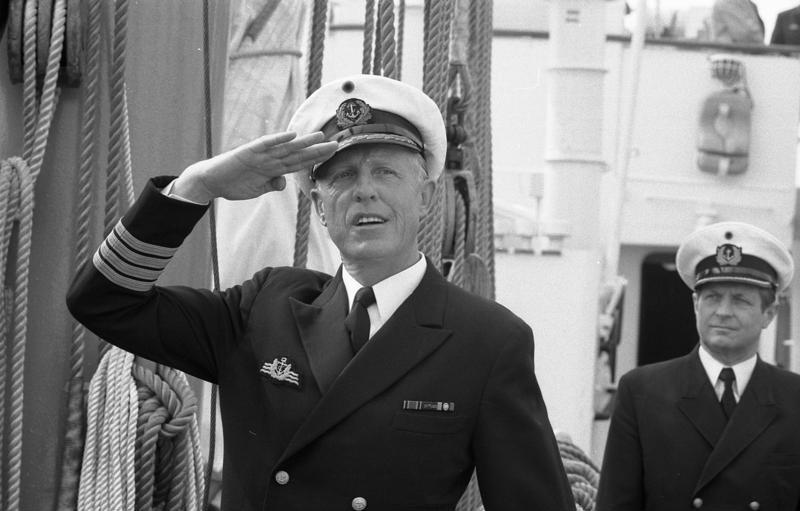
Kapitän zur See della Deutsche Marine Stackelberg, comandante della nave scuola Gorch Fock
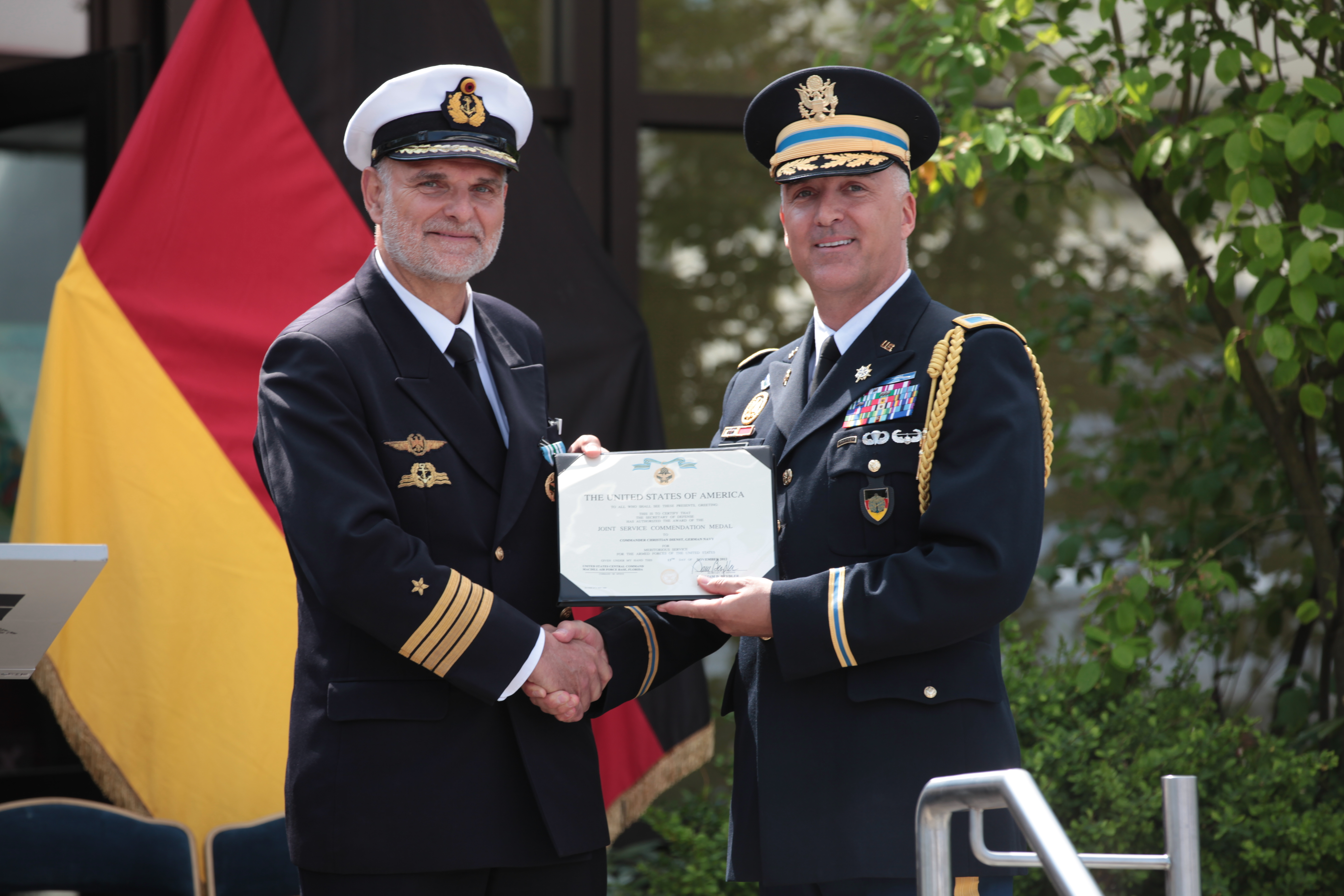
Kapitän zur See della Deutsche Marine Christian Dienst nel 2016

#### Volksmarine
Nella Volksmarine, la Marina della Repubblica Democratica Tedesca, il grado era inferiore a contrammiraglio e superiore a Fregattenkapitän.

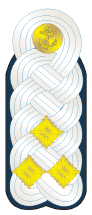
controspallina
paramano

#### Kriegsmarine e Kaiserliche Marine
Nella Kriegsmarine e precedentemente nella Kaiserliche Marine il grado era superiore a Fregattenkapitän e inferiore a Kommodore.

KZS della Kriegsmarine
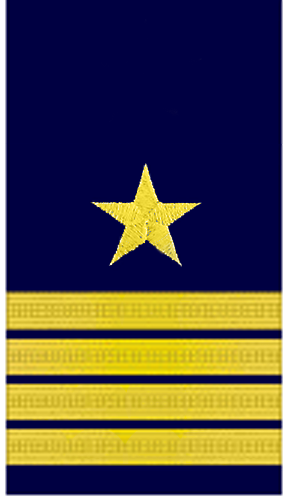

### Grecia
Nella marina mercantile greca la denominazione del comandante è Ploiarchos (greco: Πλοίαρχος), dal greco ploion+archo (Πλοιον+άρχω da ploion = scafo e archo = padrone) mentre nella Marina militare greca e nella Guardia costiera greca il grado di ploiarchos (abbreviazione: Pchos) è omologo del capitano di vascello della Marina Militare Italiana.

Controspallina di Ploiarchos della marina militare greca
Distintivo per paramano di Ploiarchos della marina militare greca
Distintivo per paramano di Ploiarchos della guardia costiera greca
Distintivo per paramano di Ploiarchos della marina mercantile greca

### Paesi Bassi
Nella Koninklijke Marine il grado Kapitein ter zee è inferiore a Commandeur (commodoro) e superiore a Kapitein-luitenant ter zee.
| Codice NATO        | OF-6             | OF-5                       | OF-4 |
| ------------------ | ---------------- | -------------------------- | ---- |
| Koninklijke Marine |                  |                            |      |
| Commandeur         | Kapitein ter zee | Kapitein luitenant ter zee |      |

### Paesi di lingua spagnola
Nelle marine militari di lingua spagnola il grado è capitán de navío, omologo del capitano di vascello della Marina Militare Italiana.
- In Argentina, Colombia, Messico, Spagna e Uruguay il distintivo di grado è costituito da quattro strisce da 14 mm, l'ultima delle quali con "un giro di bitta".
- Nella Armada de Chile da quattro strisce da 14 mm sovrastate da una stella dorata.
- Nella Marina de Guerra del Perú da quattro strisce da 14 mm sovrastate da un sole dorato.

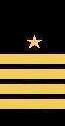
Distintivo di grado di capitán de navío della Armada de Chile.
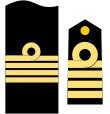
Distintivo di grado di capitán de navío della Armada Española.
Distintivo di grado di capitán de navío della Marina de Guerra del Perú
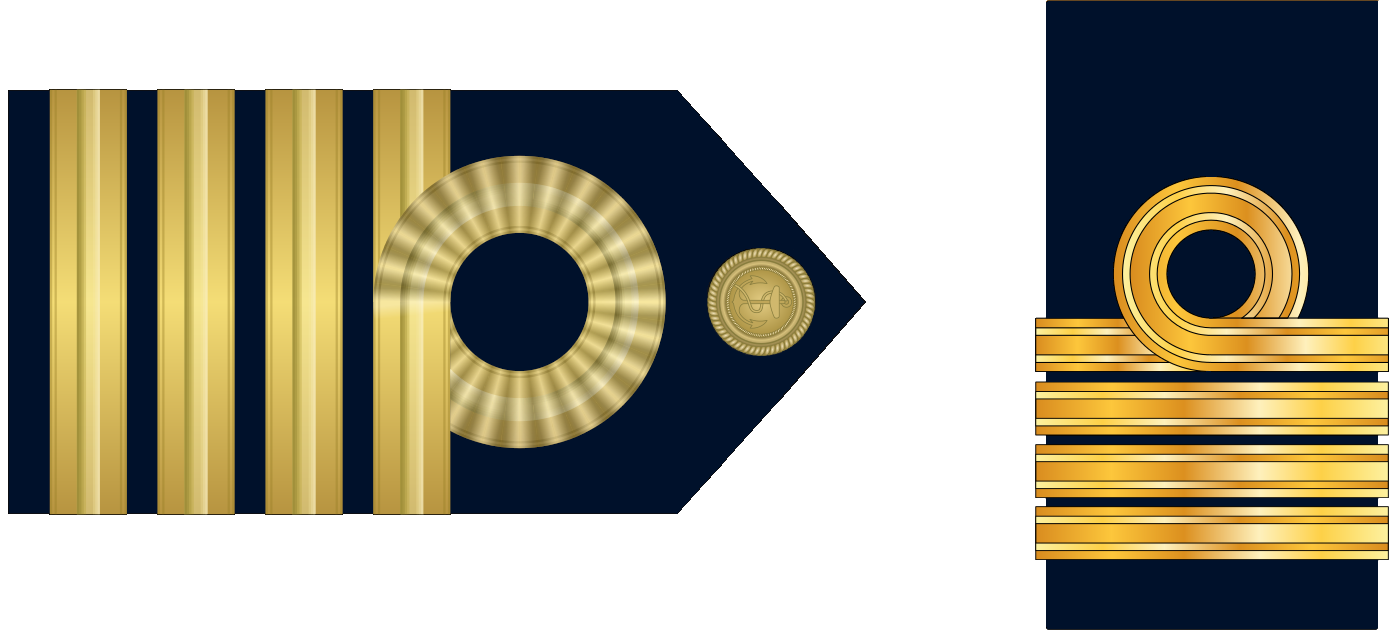
Distintivo di grado di capitán de navío della Armada Argentina

### Portogallo e paesi di lingua portoghese
In lingua portoghese il grado è capitão de mar e guerra.
Nella Marina brasiliana il grado di capitão de mar e guerra è inferiore a Contra-almirante e superiore a Capitão-de-fragata.

Capitão de mar e guerra (Marinha do Brasil)[2]
'Capitão de mar e guerra' (Mozambico)
Capitão de mar e guerra (Marinha Portuguesa)[3]
Capitão de mar e guerra (São Tomé e Príncipe)
Capitão de mar e guerra (Timor Est)

Nella Marina portoghese il grado di capitão de mar e guerra è inferiore a comodoro e superiore a capitão de fragata.

### Regno Unito
Nella marina mercantile britannica, in quelle del Commonwealth e nelle marine di tradizione anglosassone, il termine capitano (in inglese captain) indica il comandante della nave, mentre nella Royal Navy e nelle altre marine di tradizione anglosassone, come nella US Navy, il grado di capitano corrisponde al capitano di vascello della Marina Militare Italiana.
Nel corpo dei Royal Marines il grado di captain corrisponde al captain del British Army, omologo del capitano dell'Esercito Italiano, mentre il grado di capitano della Royal Navy nelle altre forze armate britanniche ha come omologo quello di group captain nella Royal Air Force e quello di colonnello nel British Army e nel Corpo dei Royal Marines.

Captain nella Royal Navy
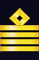
Captain nella Royal Fleet Auxiliary
Captain nel Royal Naval Reserve

Il grado di captain uguale a quello della Royal Navy è presente anche nella Royal Fleet Auxiliary e della Royal Naval Reserve.

### Stati Uniti
Nella marina mercantile americana con capitano (captain) si indica il comandante della nave, mentre nella scala gerarchica militare della US Navy e della US Coast Guard corrisponde al grado STANAG NATO OF-5, che nella Marina Militare Italiana equivale a quello di capitano di vascello. Nel Corpo dei Marines il grado di captain rappresenta il massimo grado dei "Company officers", così come nell'Esercito e nell'Aeronautica, e corrisponde al capitano delle forze di terra e aeree italiane.

Captain nella US Navy
Captain nella US Coast Guard
Captain nel US Public Health Service
Captain nel NOAACC
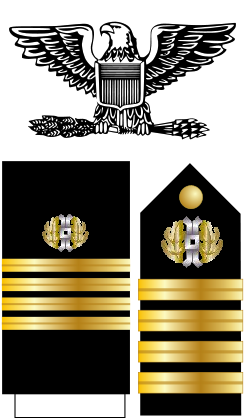
Captain nel JAG US Navy

### Russia e Unione Sovietica
Nella Marina della Federazione Russa, così come in precedenza nella Marina sovietica, il grado di capitano appartiene al grado degli Ufficiali superiori:
- Capitano di 1° rango - omologo nella Marina Militare italiana di capitano di vascello e di capitano nelle marine di tradizione anglosassone.
- Capitano di 2° rango - omologo italiano di capitano di fregata e di comandante nelle marine di tradizione anglosassone.
- Capitano di 3° rango - omologo italiano di capitano di corvetta e di tenente comandante nelle marine di tradizione anglosassone.

| Gradi di Capitano della Marina della Federazione Russa | Gradi di Capitano della Marina della Federazione Russa | Gradi di Capitano della Marina della Federazione Russa | Gradi di Capitano della Marina della Federazione Russa |
| Equivalente NATO                                       | OF-5                                                   | OF-4                                                   | OF-3                                                   |
| ------------------------------------------------------ | ------------------------------------------------------ | ------------------------------------------------------ | ------------------------------------------------------ |
| Distintivo per paramano                                |                                                        |                                                        |                                                        |
| Controspallina                                         |                                                        |                                                        |                                                        |
| Grado                                                  | Capitano di 1º rango (Капитан 1-го ранга)              | Capitano di 2° rango (Капитан 2-го ранга)              | Capitano di 3° rango (Капитан 3-го ранга)              |

Analoga denominazione gerarchia della marina russa è presente nella Marina albanese, nella Marina bulgara e nelle Marine degli stati nati dalla dissoluzione dell'Unione Sovietica.

### Fonti normative internazionali
- Legge 21 novembre 1985, n. 739, in materia di "Adesione alla convenzione del 1978 sulle norme relative alla formazione della gente di mare, al rilascio dei brevetti ed alla guardia."
- Decreto del presidente della Repubblica 8 novembre 1991, n. 435, in materia di "Approvazione del regolamento per la sicurezza della navigazione e della vita umana in mare."
- Decreto legislativo 7 luglio 2011, n. 136, in materia di "Attuazione della direttiva 2008/106/CE concernente i requisiti minimi di formazione per la gente di mare."
- Decreto legislativo 12 maggio 2015, n. 71, in materia di "Attuazione della direttiva 2012/35/UE, che modifica la direttiva 2008/106/CE, concernente i requisiti minimi di formazione della gente di mare."

### Fonti normative italiane
- Decreto ministeriale 10 maggio 2005, n. 121, in materia di "Regolamento recante l'istituzione e la disciplina dei titoli professionali del diporto."
- Decreto ministeriale del 30 novembre 2007 (archiviato dall'url originale il 3 febbraio 2015). e successive modificazioni (vedi sotto)
  -  Decreto ministeriale del 6 settembre 2011, su mit.gov.it. URL consultato il 19 agosto 2016 (archiviato dall'url originale il 17 agosto 2014).
  -  Decreto ministeriale del 7 novembre 2011 (PDF), su iosrlcultura.com.
- Decreto ministeriale del 4 dicembre 2013 (PDF), su amadi.org.